# Hardi Molnár Árpád
Hardi Molnár Árpád (1906 – 1988) repülőgép építő, teljesítményjelvényes pilóta, oktató.

## Életpálya
A gyöngyösi és az egyetemes magyar sportrepülés kiemelkedő alakja. Repülőgép-építő asztalosként kezdte, majd maga is vitorlázó-repülő lett. 1933-ban megépült a Janka Zoltán által tervezett Gyöngyös–33 nagy teljesítményű vitorlázó repülőgép, melynek építését vezette. A repülőgéppel több nemzeti időtartami és magassági rekordot állított fel.
1941-ben Nagyváradon repülőgép-építő műhelyt nyitott, ahol Rubik Ernő Cimbora (R–11) típusú gépeit építette. Később Papp Márton kísérleti gépeit is építette.
A 2. világháború után részt vett a sportrepülés újjáépítésében, az Országos Magyar Repülő Egyesület OMRE műszaki osztályán és a Központi Repülőgépjavító műhelyében tevékenykedett.

## Sportegyesületei
Mátravidéki Motor Nélküli Repülőosztályt (MOVERO)

## Sporteredmények
1933. június 26-án a Gyöngyös 33-as nevű vitorlázó repülőgéppel a Mátra felett repülve 1139 méteres új magyar magassági rekordot repül. Folyamatos, 10 órás repüléssel megdöntötte a magyar időtartam rekordot.

## Szakmai sikerek
- A magyar sportrepülés 2. ezüstkoszorús vitorlázó repülője.
- Megkapta a Népi repülésért emlékérem arany fokozatát.

## Külső hivatkozások
- Molnár Árpád. fonixrepuloklub.hu. (Hozzáférés: 2014. március 11.)